# 小野泽爱子
小野泽爱子（1945年8月19日—）是一名日本前排球运动员。她在1968年夏季奥林匹克运动会中，参加了女子排球比赛并获得银牌。她也参加了1970年亚洲运动会。